# مصطفی کیارستمی
مصطفی کیارستمی پسر جوانی ۲۲ ساله بود که در روز ۲۶ تیر ۱۳۸۸ در نماز جمعه تهران شرکت کرد و در این روز بر اثر ضربهٔ باتوم به سرش جان باخت. بر پایه گزارش وب‌گاه موج سبز آزادی، مصطفی کیارستمی در مقابل دانشگاه تهران به دست نیروهای بسیجی و لباس شخصی مضروب می‌شود به نحوی که دیگر قادر به بازگشت به خانه نبوده است و در تماس تلفنی از مادرش تقاضای کمک می‌کند.
این گزارش می‌افزاید پس از آن‌که مادر مصطفی او را به خانه باز می‌گرداند، متوجه وخامت حال وی می‌شود تا این‌که او را به بیمارستان کسری تهران انتقال می‌دهد؛ این جوان به علت خون‌ریزی مغزی ناشی از اصابت باتوم، همان شب فوت می‌کند امّا علت مرگ او سکتهٔ مغزی اعلام می‌شود.